# Дерек Лам
Дерек Лам Шун-Хін (кит.: 林淳軒, нар. 1994, Гонконг) — гонконгський політик, активіст організації Scholarism та член партії Demosistō. Є студентом теологічного факультету Китайського університету Гонконгу.

## Біографія

### Дитинство
Виховувався у дуже набожній родині, що вплинуло на його рішення стати теологом. Середню освіту здобув у Об'єднаному християнському Коледжі (Східний Коулун), де подружився з лідером Революції парасольок, Джошуа Вонгом, з яким пізніше створив громадський рух Scholarism.

### Громадська активність
У 2011 році почав боротьбу проти системи морального і національного виховання. Був активним діячем 79-денної Революції парасольок 2014 року. Відомий керівництвом сотнями вуличних протестів і демонстрацій. Після розформування Scholarism, став одним із засновників партії Demosistō.

### Політична діяльність
У складі партії Demosistō Дерек був ключовим активістом під час просування Натана Ло на виборчих перегонах 2016 року. Після арешту Джошуа Вонга та Натана Ло у серпні 2017 року, очолив масові протести за їх звільнення.

## Політичні переслідування
Дерек Лам був фігурантом багатьох адміністративних проваджень . В пошуках інформації про начебто злочинну діяльність його партії, в його квартиру вривалися поліцейські без отримання ордерів.
Влітку 2017 року проти нього було відкрите кримінальне провадження у справі щодо постійного комітету Всекитайських зборів народних представників, що належить до серії політичних справ, розпочатих проти активістів партії Demosistō.

## У медіа
- 2017 Joshua: Teenager vs. Superpower — документальний фільм про Джошуа Вонга за участю Дерека Лама.
- 2014 Уроки незгоди — документальний фільм про боротьбу Вонга та Ма Цзяя проти морального і національного виховання[en], за участю Дерека Лама.